# Widofnir
Widofnir, auch Vidofnir (an. víðópnir), ist der Hahn der nordischen Mythologie, der auf dem Baum Mimameid sitzt, einer Entsprechung des Weltenbaums Yggdrasil.  Er ist von goldener Farbe und leuchtet wie ein Gewitter. Als nahezu unsterblicher Wächter wacht er über die Unversehrtheit dieses Weltenbaums. So gilt er auch als Schrecken des Riesen Surt aus der Feuerwelt Muspellsheim und der Riesin Sinmara aus der Eiswelt Niflheim (Fjölsvinnsmál 24).
Im Mythos Widofnirs bewachen die Hunde Gif und Geri den Zugang zu einer Frau namens Menglöd, die vielleicht mit der Göttin Freya gleichgesetzt werden kann. Als Mensch gelangt man nur zu ihr, wenn man an den Hunden vorbeikommt. Dazu muss man sie ablenken, indem man ihnen die zwei gebratenen Flügel Widofnirs zum Essen gibt. Widofnir kann man aber nur töten mit der Waffe Läwateinn (an. Lævateinn „Schadenszweig“), einem Zweig, der von Lopt („der Luftige“ = Loki) geschaffen wurde. Über die Waffe wacht Sinmara, die unterhalb der Totengitter wohnt. Sie leiht Läwateinn für den Kampf mit Widofnir aber nur dem, der ihr zuvor eine Schwanzfeder Widofnirs bringt. (Fjölsvinnsmál 13-18, 23-30) 
Die Aufgabe scheint unlösbar. Hat man schon so viel Gewalt über den Hahn, um ihm eine Schwanzfeder zu entreißen, hätte man wohl auch genügend Gewalt über ihn, um ihn unschädlich zu machen. Die Geschichte steht in der Tradition klassischer Heldensagen oder Märchen, in denen der Held erst eine Reihe von schweren Prüfungen bestehen muss, um eine Frau (hier Menglöd) zu erlangen. 
Das Fjölswidlied ist ein Teil des Svipdagsmál und stammt aus einer Handschrift der heidnischen Spätzeit Islands. Man schätzt sie auf das 13. Jahrhundert und deutet sie als reine Dichtkunst im Stil der Eddalieder.
Auch wenn die mythologische Figur des Hahns auf dem Baum in der überlieferten nordischen Mythologie nicht mehr erwähnt wird, kann sie dennoch älter sein. Jacob Grimm stellte ihr Aussagen zum Hahn auf den Maibäumen, zum Wetterhahn auf den Kreuzbäumen der Wenden und zum Wetterhahn auf den Kirchtürmen vergleichend gegenüber. Er hielt es für möglich, dass die christlichen Missionare sich das heidnische Symbol umdeutend aneigneten und vom Baum auf ihre Kirchturmspitzen setzten.
Karl Joseph Simrock deutete den Namen Widofnir (an. Viðófnir/Viðópnir) im Sinne von Windofnir „Windweber“. Windofnir ist der Name des Himmels der Vanen (Alvíssmál 12), die als nordische Gottheiten der Fruchtbarkeit gelten.
Der Hahn ist allgemein ein Sonnen- und Feuersymbol. Sein Krähen bei Sonnenaufgang steht für Wachsamkeit, und für den Sieg des Lichts über die Finsternis. Somit ist er ein Symbol des wiederkehrenden Lebens und galt bei den Germanen auch als Seelenführer. Wegen seiner Streitlust steht er zudem für Kampf und Mut. Wegen seiner Potenz für Fruchtbarkeit.